# Ikon (gruppo musicale sudcoreano)
Gli Ikon (아이콘?) sono un gruppo musicale sudcoreano, formatosi a Seul nel 2015.

## Storia

### 2013-2014: prima del debutto e formazione
Prima della formazione del gruppo, il leader del gruppo B.I partecipò alla canzone Indian Boy di MC Mong nel 2009. Si esibì con MC Mong al Dream Concert. Il cantante del gruppo June fece un'apparizione pre-debut all'età di tredici anni nello spettacolo Star King. Partecipò alla K-pop Star nel 2011. Il 3 gennaio 2011, B.I e Jinhwan si sono uniti alla YG Entertainment come apprendisti, così come Bobby una settimana dopo. I tre si allenarono insieme per un anno e formarono le basi di ciò che sarebbe diventato "Team B". Il 18 aprile 2012 June e Yunhyeong si sono uniti al Team B, seguiti da Donghyuk come sesto e ultimo membro.
Nel 2013, BI, Bobby, Jinhwan, June, Donghyuk e Yunhyeong parteciparono come Team B nello show WIN: Who Is Next, in competizione con altri apprendisti della "Squadra A" per la possibilità di debuttare nel gruppo. Il programma ha predisposto di tre turni di esibizioni e votazioni pubbliche, dopo le quali la squadra B alla fine ha perso contro la squadra A, che ha debuttato sotto il nome Winner. Durante il programma, la squadra pubblicò due singoli: "Just Another Boy" e "Climax". I membri del Team B apparvero come ballerini nel video musicale di Taeyang Ringa Linga.
Nel giugno 2014, la squadra B apparve nel programma Mix & Match. L'obiettivo dello show era di determinare la line-up finale degli Ikon, secondo il CEO della YG Entertainment, Yang Hyun-suk, il nome del gruppo deriva dall'intento di diventare un'icona per la Corea, da cui la "K". Mentre Bobby, B.I e Jinhwan erano membri confermati, i restanti membri del Team B erano in competizione con tre nuovi apprendisti; Jung Jin-hyeong, Yang Hong-seok e Jung Chan-woo, che in precedenza apparve nella televisione coreana come attore bambino. Più di 150.000 fan si candidarono per partecipare alla performance finale dello show, e prima dell'annuncio della formazione ufficiale degli Ikon. La formazione finale conteneva i tre membri rimanenti della squadra B, con l'aggiunta di Chanwoo.
Dopo il successo dei programmi, gli Ikon tennero diversi incontri con i fan in Corea, Giappone e Cina. Nel settembre, circa 40.000 fan giapponesi fecero domanda per 2.000 biglietti in occasione di un incontro con i fan al Osaka Tojima River Forum, mentre oltre 50.000 fan cinesi fecero domanda per il loro incontro con i fan a Pechino. Il programma è stato trasmesso il 29 dicembre 2014 sul canale CS in Giappone. Il 15 dicembre 2014, gli Ikon si esibirono come artisti d’apertura al Bigbang's Japan Dome Tour 2014-2015 X. Il 28 gennaio 2015, Billboard ha elencato il gruppo come uno dei "Top 5 artisti K-Pop da tenere d'occhio nel 2015".

### 2015: debutto eWelcome Back
Il debutto ufficiale degli Ikon venne annunciato sul sito Web della YG Entertainment per il 15 settembre 2015. In seguito venne rivelato che il gruppo avrebbe pubblicato il loro album di debutto Welcome Back in due parti. La prima metà dell'album, Debut Half Album, uscì il 1 ° ottobre, seguita dal debutto album completo il 2 novembre. La lista dei brani per il primo mezzo album fu pubblicata il 24 settembre. Il leader del gruppo B.I fu accreditato come produttore e co-compositore per tutte le tracce dell'album, con B.I e Bobby che hanno contribuito ai testi di tutti i brani e al cantante June che ha partecipato alla composizione della title track "Rhythm Ta".
Gli Ikon debuttarono con il "pre-singolo" My Type accompagnato dal video musicale pubblicato il 15 settembre 2015. Entro 24 ore dalla sua uscita, il video musicale di "My Type" superò 1,7 milioni di visualizzazioni su YouTube. Il gruppo vinse il suo primo premio musicale con il 26 settembre 2015 al Music Core. Il 24 settembre, My Type ottenne una "tripla corona" alla Gaon, avendo conquistato il primo posto nella classifica digitale, il download e lo streaming simultaneamente per la 39ª settimana del 2015. Il 18 settembre, il singolo divenne numero uno sulla tabella dei video musicali dei siti di streaming di musica cinese QQ Music e Youku. Inoltre, gli Ikon fecero tendenza su Weibo, dove sono stati ricercati per 1,3 miliardi di volte.

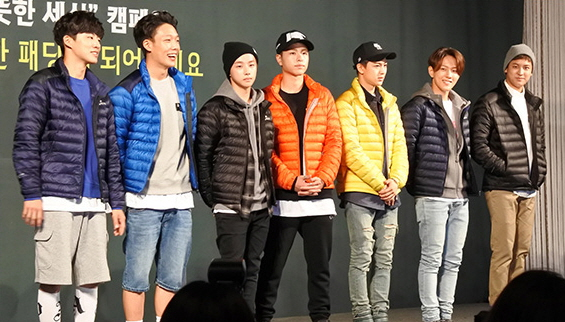
Gli Ikon nel 2015

Il gruppo tenne il loro primo concerto Showtime il 3 ottobre presso la Olympic Gymnastics Arena di Seul. Showtime è stato trasmesso in diretta tramite l'app V di Naver e trasmesso da oltre 500.000 spettatori.
Il 4 ottobre, il giorno dopo il loro concerto d'esordio, il gruppo fece il suo debutto al programma musicale Inkigayo con "Rhythm Ta" e "Airplane", ricevendo il loro terzo premio musicale per "My Type". L'8 ottobre, hanno vinsero al programma M Countdown con "Rhythm Ta". Secondo le Gaon Music Charts, gli Ikon hanno superato le classifiche di vendita di album settimanali con la prima metà di Welcome Back per il 4-10 ottobre.
Nel mese di ottobre, gli Ikon avviarono una serie di incontri con i fan giapponesi intitolati "iKontact" e si tennero a Tokyo, Aichi, Fukuoka e Osaka, cui parteciparono 26.600 fan. Alla fine di quel mese, gli Ikon ricevettero un premio ai MelOn All-Kill Popularity. Il 28 ottobre, fu annunciato che l'uscita dell'album completo sarebbe stata posticipata al 14 dicembre, con due singoli digitali aggiuntivi pubblicati il 16 novembre.
Il 16 novembre sono stati pubblicati due singoli digitali, "Apology" e "Anthem". "Apology" conquistò il primo posto nella classifica digitale della Gaon per la 48ª settimana del 2015. Il 24 dicembre, sono stati pubblicati tre nuovi singoli, "Dumb & Dumber", "What's Wrong?" e "I Miss You So Bad".

### 2016: debutto giapponese e nuova musica

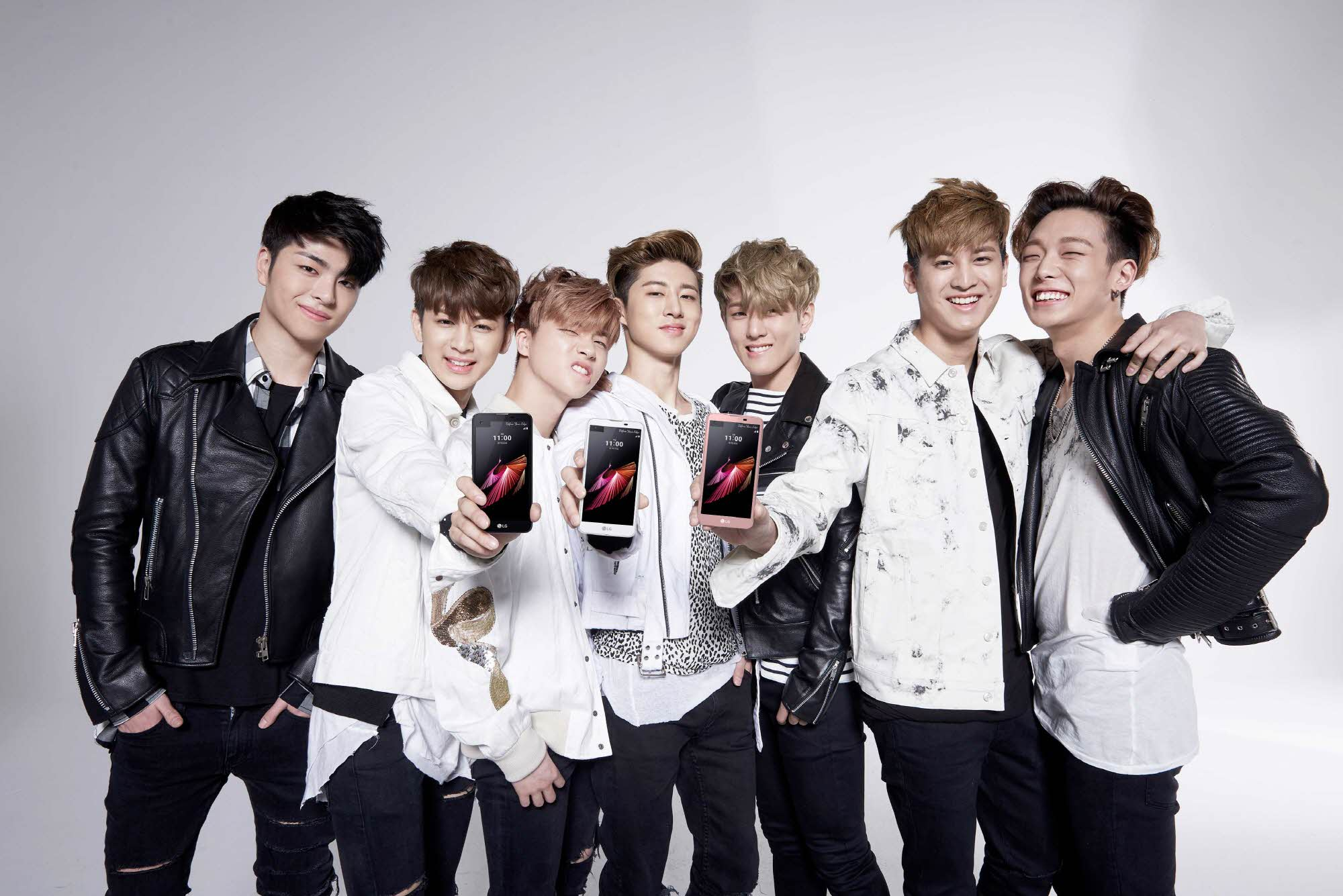
Gli Ikon per la LG Corporation

Il 13 gennaio 2016, il gruppo debuttò in Giappone con la versione giapponese del loro album Welcome Back, l'album ha venduto 61 508 copie nella sua prima settimana di pubblicazione e ha segnato il terzo posto sulla Oricon Weekly, ottenendo il premio come nuovo miglior artista e premio come miglior artista ai Japan Record Award. Con la versione coreana l'album ha venduto oltre 100 000 copie in Giappone alla fine del 2016.
Il 17 marzo 2016, la YG Entertainment annunciò che gli Ikon avrebbero fatto il loro primo tour in Asia, intitolato iKoncert 2016: Showtime con date in Taiwan, Cina, Hong Kong, Thailandia, Singapore, Malaysia e Indonesia. Il 1 ° luglio, la loro agenzia annunciò il loro secondo tour nell'arena giapponese del gruppo intitolato iKon Japan Tour 2016. Il tour è stato programmato per visitare cinque città per un totale di 14 concerti con una partecipazione di 150.000 fan. Successivamente, la YG aggiunse due spettacoli che si tennero a Tokyo a causa delle maggiori richieste di biglietti, aumentando così la partecipazione a 176.000 persone provenienti da sei città. Il 14 novembre, la YGEX annunciò una seconda tappa per l'iKon Japan Tour nel 2017 a causa del successo del tour nell'arena, e visitarono la Yokohama Arena per la prima volta. La seconda tappa raccolse 120.000 fan da tre città, per aumentare la partecipazione del tour a 296.000 da 25 spettacoli.
Il 30 maggio, il gruppo pubblicò il singolo digitale "#WYD" (abbreviazione di "What You Doing"). La canzone debuttò al numero tre sulla Gaon Digital Chart. Il 10 agosto fu annunciata l'uscita del primo singolo giapponese originale Dumb & Dumber. Il singolo è stato pubblicato il 28 settembre con una versione CD + DVD e una versione CD. Debuttò al primo posto sia nell'Oricon Daily Single Album Chart e nell'Oricon Weekly Single Album Chart.
Il gruppo partecipò al programma cinese Heroes of Remix a metà 2016, insieme a Psy come mentore. Erano gli artisti più bravi dello spettacolo, vincendo tre settimane e ottenendo buone recensioni per le loro esibizioni. Ma a causa del problema della Difesa di Area Altitudine del Terminale (THAAD), il gruppo è stato interamente modificato rispetto agli ultimi episodi dello spettacolo. Le loro attività nello spettacolo e in tournée in Cina li hanno portati a vincere il gruppo coreano più popolare asiatico ai China Music Awards, come miglior gruppo ai Netease Attitude Awards e Best New Force Group e album dell'anno ai QQ Music Awards.

### 2017: concerti in Giappone eNew Kids
L'11 febbraio 2017, gli Ikon iniziarono il primo tour, con due spettacoli che si tennero al Kyocera Dome e Seibu Prince Dome, con 90.000 fan. Questo li segnò come il gruppo più veloce per fare un concerto in Giappone dal suo debutto. Il 18 giugno, vennero annunciati altri 22 concerti in otto città giapponesi, con 233.000 fan.
Il 2 marzo 2017, la YG Entertainment confermò che gli Ikon avrebbero iniziato a girare due video musicali per il loro nuovo album che sarebbe stato pubblicato ad aprile, durante le riprese del video musicale Chan si infortunò alla caviglia e, di conseguenza, ritardarono il video musicale. Pubblicarono l’album New Kids durante il 2017 e il 22 maggio, New Kids: Begin.

### 2018: completamento diNew Kidse primo tour mondiale
Gli Ikon ritornarono con il loro secondo album in studio e il secondo della serie di album in quattro parti del gruppo intitolata Return il 25 gennaio 2018. Il singolo principale, "Love Scenario", è una reazione dolce, ma relativamente ottimista, rompere, con una melodia tortuosa che guida la traccia ritmica della danza. Il loro secondo album in studio comprende 12 brani tutti co-scritti dai membri B.I e Bobby tra cui Psy, Taeyang dei Big Bang e Tablo degli e Epik High, ha anche avuto un ruolo nelle canzoni di songwriting insieme ad alcuni frequenti collaboratori, tra cui Choice37 e Teddy Park.
Il 5 febbraio, il loro singolo di successo "Love Scenario" raggiunse il numero 1 su numerose piattaforme digitali come iChart, Melon, Genie, Bugs, Mnet, Naver e Soribada e anche il numero 1 sull'iChart di Istiz del grafico settimanale in tempo reale, rendoli la seconda boy band ad aver raggiunto il numero uno in più di sette classifiche musicali da quando iChart ha iniziato a classificare le canzoni nel 2010, con i Big Bang che avevano già realizzato un'impresa simile. "Love Scenario" salì in cima alla classifica settimanale Gaon per sei settimane, il primo artista a raggiungere questo traguardo. Il gruppo venne nominato dai migliori artisti della prima metà del 2018 da Genie Music, mentre superarono il grafico giornaliero per 35 giorni.
Gli Ikon organizzarono un tour in Asia e visitarono otto città e segnò il loro secondo tour asiatico del gruppo dopo il loro iKoncert 2016: Showtime Tour, durante il periodo in cui durarono due intensi tour in Giappone, quando raccolsero circa 800.000 fan. Il tour vide l'Australia per la prima volta, con due spettacoli a Sydney e Melbourne.
Gli Ikon completarono la loro serie di album in quattro parti di New Kids con l'uscita del loro primo e secondo EP, New Kids: Continue e New Kids: The Final in agosto e ottobre 2018.

### 2019-presente: uscita di B.I,I Decidee "Why Why Why"
Il 12 giugno 2019 il sito sudcoreano Dispatch rilasciò un rapporto esclusivo in cui accusa (B.I) di aver fatto uso di droghe illegali nel corso del 2016, allegando come prova degli screenshot dell'artista su KakaoTalk. Tali screenshot riportano e conversazioni di B.I con Han Seo-hee (precedentemente indagata per spaccio di sostanze illegali all'artista T.O.P dei Big Bang), in cui vide l'intenzione del cantante di acquistare LSD dalla ragazza. In seguito a questo scandalo B.I annunciò la sua uscita dal gruppo tramite un post su Instagram. Questo scandalo causò delle conseguenze anche per Yang Hyun-suk, direttore dell'agenzia cui appartiene B.I, la YG Entertainment, che si ritirò dalla sua posizione a causa di questo scandalo e per lo Scandalo del Burning Sun di Seungri.
Il 6 febbraio 2020 il gruppo ha pubblicato il loro terzo EP, I Decide.
Dopo un anno di inattività musicale, il 3 marzo 2021 è stato pubblicato il singolo "Why Why Why".
Hanno lasciato la YG Entertainment il 30 dicembre 2022. Il 1 gennaio 2023 viene confermato che il gruppo ha firmato un contratto con una nuova agenzia, la 143 Entertainment.

## Formazione
Attuale
- Jay – voce (2015-presente)
- Song – voce (2015-presente)
- Bobby – voce, rap (2015-presente)
- DK – voce (2015-presente)
- Ju-ne – voce (2015-presente)
- Chan – voce (2015-presente)

Ex componenti
- B.I – leader, voce, rap (2015-2019[54])

## Discografia

### Album in studio
- 2015 – Welcome Back
- 2018 – Return

### EP
- 2018 – New Kids: Continue
- 2018 – New Kids: The Final
- 2020 – I Decide
- 2022 – Flashback

### Album dal vivo
- 2016 – 2016 iKON - iKONcert Showtime Tour in Seoul Live CD

### Raccolte
- 2016 – iKon Single Collection

### Singoli
- 2016 – WYD
- 2016 – Dumb & Dumber
- 2018 – Rubber Band
- 2021 – Why Why Why

## Videografia
- 2015 – My Type
- 2015 – Rhythm Ta
- 2015 – Airplane
- 2015 – Apology
- 2015 - What's Wrong?
- 2015 - Dumb & Dumber
- 2016 - Wyd
- 2017 - B-Day
- 2017 - Bling Bling
- 2018 - Love Scenario
- 2018 - Killing Me
- 2018 – Goodbye Road
- 2019 – I'm Ok
- 2020 – Dive
- 2021 – Why Why Why

## Filmografia
- Heroes of Remix (盖世英雄S) (2016)
- Ikon Idol School Trip (2017)
- Ikon TV (2018)
- Ikon Heart Racing Youth Trip (2018)
- A Battle of One Voice: 300 (2018)
- YG Future Strategy Office (YG전자?, YG jeonjaLR) (2018)